# 아마타군

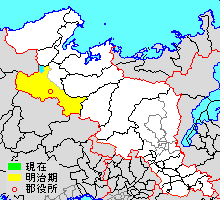
교토부 아마타군의 위치 (하늘색: 후에 다른 군에서 편입된 지역)

아마타군(天田郡)은 일본 교토부(단바국)에 있던 군이다.

## 군역
1879년 행정 구역으로 발족 당시의 군역은 후쿠치야마시의 대부분에 해당한다.

## 역사
- 1879년 4월 10일 - 군구정촌 편제법이 교토부에서 시행됨에 따라, 행정 구역으로서의 아마타군(天田郡)이 발족.

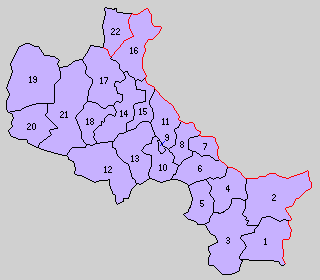
1.우바라촌 2.가와이촌 3.호소미촌 4.가미무토베촌 5.나카무토베촌 6.시모무토베촌 7.니시나카스지촌 8.사사이베촌 9.후쿠치야마정 10.소가이촌 11.안가촌 12.가미토요토미촌 13.시모토요토미촌 14.가미카와구치촌 15.시모카와구치촌 16.가나야마촌 17.미타케촌 18.가나야촌 19.가미야쿠노촌 20.나카야쿠노촌 21.시모야쿠노촌 22.구모하라촌 (보라: 후쿠치야마시)

- 1889년 4월 1일 - 정촌제 시행으로, 아래의 정촌이 발족. 전역이 현 후쿠치야마시.(1정 20촌)
  - 우바라촌(菟原村)
  - 가와이촌(川合村)
  - 호소미촌(細見村)
  - 가미무토베촌(上六人部村)
  - 나카무토베촌(中六人部村)
  - 시모무토베촌(下六人部村)
  - 니시나카스지촌(西中筋村)
  - 사사이베촌(雀部村)
  - 후쿠치야마정(福知山町)
  - 소가이촌(曽我井村)
  - 안가촌(庵我村)
  - 가미토요토미촌(上豊富村)
  - 시모토요토미촌(下豊富村)
  - 가미카와구치촌(上川口村)
  - 시모카와구치촌(下川口村)
  - 가나야마촌(金山村)
  - 미타케촌(三岳村)
  - 가나야촌(金谷村)
  - 가미야쿠노촌(上夜久野村)
  - 나카야쿠노촌(中夜久野村)
  - 시모야쿠노촌(下夜久野村)
- 1899년 7월 1일 - 군제 시행.
- 1902년 4월 1일 - 요사군 구모하라촌(雲原村)의 소속이 아마타군으로 변경.(1정 21촌)
- 1918년
  - 4월 1일 - 소가이촌이 후쿠치야마정에 편입.(1정 20촌)
  - 10월 1일 - 호소미촌이 가와이촌의 일부를 편입.
- 1936년 10월 1일 - 사사이베촌·안가촌·시모토요토미촌이 후쿠치야마정에 편입.(1정 17촌)
- 1937년 4월 1일 - 후쿠치야마정이 시제 시행으로 후쿠치야마시(福知山市)가 되어, 군에서 이탈.(17촌)
- 1949년 4월 1일 - 니시나카스지촌·시모카와구치촌·가미토요토미촌이 후쿠치야마시에 편입.(14촌)
- 1955년
  - 3월 1일 - 우바라촌·호소미촌·가와이촌이 합병하여, 미와촌(三和村)이 발족.(12촌)
  - 4월 1일 - 가미무토베촌·나카무토베촌·시모무토베촌·가미카와구치촌·가나야촌·미타케촌·가나야마촌·구모하라촌이 후쿠치야마시에 편입.(4촌)
- 1956년
  - 4월 1일 - 미와촌이 정제 시행으로 미와정(三和町)이 됨.(1정 3촌)
  - 9월 30일 - 나카야쿠노촌·시모야쿠노촌이 합병하여, 야쿠노정(夜久野町)이 발족.(2정 1촌)
- 1959년 1월 1일 - 야쿠노정·가미야쿠노촌이 합병하여, 새로이 야쿠노정이 발족.(2정)
- 2006년 1월 1일 - 미와정·야쿠노정이 후쿠치야마시에 편입. 당일 아마타군은 폐지됨.